# Bitozeves
Bitozeves är en ort i Tjeckien.   Den ligger i regionen Ústí nad Labem, i den nordvästra delen av landet, 60 km nordväst om huvudstaden Prag. Bitozeves ligger 215 meter över havet och antalet invånare är 363.
Terrängen runt Bitozeves är platt. Runt Bitozeves är det ganska glesbefolkat, med 42 invånare per kvadratkilometer. Närmaste större samhälle är Most, 14,4 km norr om Bitozeves. Trakten runt Bitozeves består till största delen av jordbruksmark.